# U-659
U-659 – niemiecki okręt podwodny (U-Boot) typu VIIC z okresu II wojny światowej. Okręt wszedł do służby w 1941 roku. Jedynym dowódcą był Oblt. Hans Stock.

## Historia
Okręt został włączony do 5. Flotylli U-Bootów celem szkolenia i zgrania załogi. Od września 1942 roku w składzie 9. Flotylli jako jednostka bojowa.
Odbył pięć patroli bojowych na północnym Atlantyku, podczas których zatopił jeden statek o pojemności 7519 BRT i uszkodził dalsze trzy o łącznej pojemności 21 565 BRT.
U-659 zatonął nocą, 4 maja 1943 roku w wyniku kolizji z innym wynurzonym U-Bootem U-439 na zachód od przylądka Finisterre (Hiszpania). Obie jednostki należały do „wilczego stada” Drossel i próbowały zająć dogodną pozycję do ataku na jednostki dwóch przepływających w pobliżu konwojów: pierwszego składającego się z kutrów torpedowych, drugiego – z okrętów desantowych. Załogi obu okrętów skupione na akcji zaniedbały obserwację. U-439 uderzył dziobem w śródokręcie U-659; obie jednostki zatonęły. „MTB 670” uratował tylko 12 rozbitków, w tym 3 z załogi U-659.